# Ditassa guilleminiana
Ditassa guilleminiana är en oleanderväxtart som beskrevs av Joseph Decaisne. Ditassa guilleminiana ingår i släktet Ditassa och familjen oleanderväxter. Inga underarter finns listade i Catalogue of Life.